# Great Barford
Great Barford är en ort och civil parish i Storbritannien.   Den ligger i kommunen Borough of Bedford i  riksdelen England, i den sydöstra delen av landet, 70 km norr om huvudstaden London. Great Barford ligger 25 meter över havet och antalet invånare är 1 906.
Terrängen runt Great Barford är platt. Runt Great Barford är det tätbefolkat, med 297 invånare per kvadratkilometer. Närmaste större samhälle är Bedford, 8,2 km väster om Great Barford. Trakten runt Great Barford består till största delen av jordbruksmark.